# Litoria modica
Litoria modica là một loài ếch thuộc họ Pelodryadidae.
Loài này có ở Tây Papua ở Indonesia và Papua New Guinea.
Môi trường sống tự nhiên của chúng là vùng núi ẩm nhiệt đới hoặc cận nhiệt đới và sông ngòi.